# Alemania en la Copa Mundial de Fútbol de 2022
La selección de Alemania fue uno de los treinta y dos equipos participantes en la Copa Mundial de Fútbol de 2022, torneo que se llevó a cabo del 20 de noviembre al 18 de diciembre en Catar.
Fue la vigésima participación de Alemania, formó parte del Grupo E, junto a España, Japón y Costa Rica.

## Clasificación
La selección de Alemania inició su camino al mundial desde la primera ronda de la clasificación europea. Debido a la pandemia de covid-19 en 2020 no se disputó ningún partido, comenzó en marzo de 2021 con los encuentros correspondientes a la fase de grupos. Al terminar en el primer lugar del Grupo J clasificó de manera directa a la Copa Mundial.

### Tabla de posiciones
| Selección           | Pts. | PJ | PG | PE | PP | GF | GC | Dif |
| ------------------- | ---- | -- | -- | -- | -- | -- | -- | --- |
| Alemania            | 27   | 10 | 9  | 0  | 1  | 36 | 4  | 32  |
| Macedonia del Norte | 18   | 10 | 5  | 3  | 2  | 23 | 11 | 12  |
| Rumania             | 17   | 10 | 5  | 2  | 3  | 13 | 8  | 5   |
| Armenia             | 12   | 10 | 3  | 3  | 4  | 9  | 20 | –11 |
| Islandia            | 9    | 10 | 2  | 3  | 5  | 12 | 18 | –6  |
| Liechtenstein       | 1    | 10 | 0  | 1  | 9  | 2  | 34 | –32 |

|  | Clasificado a la Copa Mundial. |
|  | Clasificado a los play-offs.   |

### Partidos
| Fecha                   | Lugar      | Jornada                  | Local               | Resultado | Visitante           |
| ----------------------- | ---------- | ------------------------ | ------------------- | --------- | ------------------- |
| 25 de marzo de 2021     | Duisburgo  | Primera ronda - Fecha 1  | Alemania            | 3:0 (2:0) | Islandia            |
| 28 de marzo de 2021     | Bucarest   | Primera ronda - Fecha 2  | Rumania             | 0:1 (0:1) | Alemania            |
| 31 de marzo de 2021     | Duisburgo  | Primera ronda - Fecha 3  | Alemania            | 1:2 (0:1) | Macedonia del Norte |
| 2 de septiembre de 2021 | San Galo   | Primera ronda - Fecha 4  | Liechtenstein       | 0:2 (0:1) | Alemania            |
| 5 de septiembre de 2021 | Stuttgart  | Primera ronda - Fecha 5  | Alemania            | 6:0 (4:0) | Armenia             |
| 8 de septiembre de 2021 | Reikiavik  | Primera ronda - Fecha 6  | Islandia            | 0:4 (0:2) | Alemania            |
| 8 de octubre de 2021    | Hamburgo   | Primera ronda - Fecha 7  | Alemania            | 2:1 (0:1) | Rumania             |
| 11 de octubre de 2021   | Skopie     | Primera ronda - Fecha 8  | Macedonia del Norte | 0:4 (0:1) | Alemania            |
| 11 de noviembre de 2021 | Wolfsburgo | Primera ronda - Fecha 9  | Alemania            | 9:0 (4:0) | Liechtenstein       |
| 14 de noviembre de 2021 | Ereván     | Primera ronda - Fecha 10 | Armenia             | 1:4 (0:2) | Alemania            |

## Preparación

### Amistosos previos
| 26 de marzo de 2022 | Alemania                     | 2:0 (2:0) | Israel | Rhein-Neckar-Arena, Sinsheim                                 |                                                              |
| 20:45 (UTC+1)       | - Havertz 36' - Werner 45+1' | Reporte   |        | Asistencia: 25 600 espectadores Árbitro(s): Maurizio Mariani | Asistencia: 25 600 espectadores Árbitro(s): Maurizio Mariani |

| 29 de marzo de 2022 | Países Bajos   | 1:1 (0:1) | Alemania       | Johan Cruyff Arena, Ámsterdam                            |                                                          |
| 20:45 (UTC+2)       | - Bergwijn 68' | Reporte   | - Müller 45+1' | Asistencia: 50 387 espectadores Árbitro(s): Craig Pawson | Asistencia: 50 387 espectadores Árbitro(s): Craig Pawson |

| 16 de noviembre de 2022 | Omán | 0:1 (0:0) | Alemania     | Complejo Deportivo del Sultan Qaboos, Mascate |                                |
| 21:00 (UTC+4)           |      | Reporte   | Füllkrug 80' | Árbitro(s): Mohammed Al-Hoaish                | Árbitro(s): Mohammed Al-Hoaish |

### Partidos oficiales
| 4 de junio de 2022 | Italia           | 1:1 (0:0) | Alemania      | Estadio Renato Dall'Ara, Bolonia                                                    |                                                                                     |
| 20:45 (UTC+2)      | - Pellegrini 70' | Reporte   | - Kimmich 73' | Asistencia: 23 754 espectadores Árbitro(s): Srđan Jovanović VAR: Tomasz Kwiatkowski | Asistencia: 23 754 espectadores Árbitro(s): Srđan Jovanović VAR: Tomasz Kwiatkowski |

| 7 de junio de 2022 | Alemania      | 1:1 (0:0) | Inglaterra        | Allianz Arena, Múnich                                                              |                                                                                    |
| 20:45 (UTC+2)      | - Hofmann 50' | Reporte   | - Kane 88' (pen.) | Asistencia: 66 289 espectadores Árbitro(s): Del Cerro Grande VAR: Martínez Munuera | Asistencia: 66 289 espectadores Árbitro(s): Del Cerro Grande VAR: Martínez Munuera |

| 11 de junio de 2022 | Hungría   | 1:1 (1:1) | Alemania     | Puskás Aréna, Budapest                                                             |                                                                                    |
| 20:45 (UTC+2)       | - Nagy 6' | Reporte   | - Hofmann 9' | Asistencia: 55 948 espectadores Árbitro(s): Sánchez Martínez VAR: Cuadra Fernández | Asistencia: 55 948 espectadores Árbitro(s): Sánchez Martínez VAR: Cuadra Fernández |

| 14 de junio de 2022 | Alemania                                                             | 5:2 (2:0) | Italia                       | Borussia Park, Mönchengladbach                                                |                                                                               |
| 20:45 (UTC+2)       | - Kimmich 10' - Gündoğan 45+4' (pen.) - Müller 51' - Werner 68', 69' | Reporte   | - Gnonto 78' - Bastoni 90+4' | Asistencia: 44 144 espectadores Árbitro(s): István Kovács VAR: Pol van Boekel | Asistencia: 44 144 espectadores Árbitro(s): István Kovács VAR: Pol van Boekel |

| 23 de septiembre de 2022 | Alemania | 0:1 (0:1) | Hungría    | Red Bull Arena, Leipzig                                                  |                                                                          |
| 20:45 (UTC+2)            |          | Reporte   | Szalai 17' | Asistencia: 39 513 espectadores Árbitro(s): Slavko Vinčić VAR: Matej Jug | Asistencia: 39 513 espectadores Árbitro(s): Slavko Vinčić VAR: Matej Jug |

| 26 de septiembre de 2022 | Inglaterra                               | 3:3 (0:0) | Alemania                                 | Estadio de Wembley, Londres                                                    |                                                                                |
| 20:45 (UTC+2)            | - Shaw 72' - Mount 75' - Kane 83' (pen.) | Reporte   | - Gündoğan 52' (pen.) - Havertz 67', 87' | Asistencia: 78 949 espectadores Árbitro(s): Danny Makkelie VAR: Pol van Boekel | Asistencia: 78 949 espectadores Árbitro(s): Danny Makkelie VAR: Pol van Boekel |

## Uniforme

### Oficial

#### Manga corta
| Opción 1 | Opción 2 | Opción 3 | Opción 4 |

#### Manga larga
| Opción 1 | Opción 2 | Opción 3 | Opción 4 |

### Alternativo

#### Manga corta
| Opción 1 | Opción 2 | Opción 3 | Opción 4 |

#### Manga larga
| Opción 1 | Opción 2 | Opción 3 | Opción 4 |

### Portero
| Opción 1 | Opción 2 | Opción 3 | Opción 4 |

## Plantel

### Lista de convocados
Entrenador:  Hansi Flick
La lista final fue anunciada el 10 de noviembre de 2022.
| No. | Pos. | Jugador               | Fecha de nacimiento (edad)         | Apa. | Goles | Club                     |
| --- | ---- | --------------------- | ---------------------------------- | ---- | ----- | ------------------------ |
| 1   | POR  | Manuel Neuer          | 27 de marzo de 1986 (36 años)      | 114  | 0     | F. C. Bayern Múnich      |
| 2   | DEF  | Antonio Rüdiger       | 3 de marzo de 1993 (29 años)       | 54   | 2     | Real Madrid C. F.        |
| 3   | DEF  | David Raum            | 22 de abril de 1998 (24 años)      | 12   | 0     | R. B. Leipzig            |
| 4   | DEF  | Matthias Ginter       | 19 de enero de 1994 (28 años)      | 47   | 2     | S. C. Friburgo           |
| 5   | DEF  | Thilo Kehrer          | 21 de septiembre de 1996 (26 años) | 23   | 0     | West Ham United F. C.    |
| 6   | MED  | Joshua Kimmich        | 8 de febrero de 1995 (27 años)     | 71   | 5     | F. C. Bayern Múnich      |
| 7   | MED  | Kai Havertz           | 11 de junio de 1999 (23 años)      | 31   | 10    | Chelsea F. C.            |
| 8   | MED  | Leon Goretzka         | 6 de febrero de 1995 (27 años)     | 45   | 14    | F. C. Bayern Múnich      |
| 9   | DEL  | Niclas Füllkrug       | 9 de febrero de 1993 (29 años)     | 1    | 1     | Werder Bremen            |
| 10  | DEL  | Serge Gnabry          | 14 de julio de 1995 (27 años)      | 36   | 20    | F. C. Bayern Múnich      |
| 11  | MED  | Mario Götze           | 3 de junio de 1992 (30 años)       | 63   | 17    | Eintracht Fráncfort      |
| 12  | POR  | Kevin Trapp           | 8 de julio de 1990 (32 años)       | 6    | 0     | Eintracht Fráncfort      |
| 13  | DEL  | Thomas Müller         | 13 de septiembre de 1989 (33 años) | 118  | 44    | F. C. Bayern Múnich      |
| 14  | MED  | Jamal Musiala         | 26 de febrero de 2003 (19 años)    | 17   | 1     | F. C. Bayern Múnich      |
| 15  | DEF  | Niklas Süle           | 3 de septiembre de 1995 (27 años)  | 42   | 1     | Borussia Dortmund        |
| 16  | DEF  | Lukas Klostermann     | 3 de junio de 1996 (26 años)       | 19   | 0     | R. B. Leipzig            |
| 17  | MED  | Julian Brandt         | 2 de mayo de 1996 (26 años)        | 39   | 3     | Borussia Dortmund        |
| 18  | MED  | Jonas Hofmann         | 14 de julio de 1992 (30 años)      | 17   | 4     | Borussia Mönchengladbach |
| 19  | DEL  | Leroy Sané            | 11 de enero de 1996 (26 años)      | 48   | 11    | F. C. Bayern Múnich      |
| 20  | DEF  | Christian Günter      | 28 de febrero de 1993 (29 años)    | 7    | 0     | S. C. Friburgo           |
| 21  | MED  | İlkay Gündoğan        | 24 de octubre de 1990 (32 años)    | 63   | 16    | Manchester City F. C.    |
| 22  | POR  | Marc-André ter Stegen | 30 de abril de 1992 (30 años)      | 30   | 0     | F. C. Barcelona          |
| 23  | DEF  | Nico Schlotterbeck    | 1 de diciembre de 1999 (22 años)   | 6    | 0     | Borussia Dortmund        |
| 24  | DEL  | Karim Adeyemi         | 18 de enero de 2002 (20 años)      | 4    | 1     | Borussia Dortmund        |
| 25  | DEF  | Armel Bella-Kotchap   | 11 de diciembre de 2001 (20 años)  | 2    | 0     | Southampton F. C.        |
| 26  | DEL  | Youssoufa Moukoko     | 20 de noviembre de 2004 (18 años)  | 1    | 0     | Borussia Dortmund        |

## Participación
- Los horarios son correspondientes a la hora local de Catar (UTC+3).

### Partidos
| Fecha           | Lugar | Instancia      | Local      |                       | Resultado |                     | Visitante |
| --------------- | ----- | -------------- | ---------- | --------------------- | --------- | ------------------- | --------- |
| 23 de noviembre | Rayán | Fase de grupos | Alemania   | Bandera de Alemania   | 1:2 (1:0) | Bandera de Japón    | Japón     |
| 27 de noviembre | Jor   | Fase de grupos | España     | Bandera de España     | 1:1 (0:0) | Bandera de Alemania | Alemania  |
| 1 de diciembre  | Jor   | Fase de grupos | Costa Rica | Bandera de Costa Rica | 2:4 (0:1) | Bandera de Alemania | Alemania  |

### Fase de grupos - Grupo E
| Selección  | Pts | PJ | PG | PE | PP | GF | GC | Dif |
| ---------- | --- | -- | -- | -- | -- | -- | -- | --- |
| Japón      | 6   | 3  | 2  | 0  | 1  | 4  | 3  | +1  |
| España     | 4   | 3  | 1  | 1  | 1  | 9  | 3  | +6  |
| Alemania   | 4   | 3  | 1  | 1  | 1  | 6  | 5  | +1  |
| Costa Rica | 3   | 3  | 1  | 0  | 2  | 3  | 11 | –8  |

|  | Clasificados a los octavos de final. |

#### Alemania vs. Japón
| 23 de noviembre | Alemania            | 1:2 (1:0) | Japón                  | Estadio Internacional Khalifa, Rayán                                        |                                                                             |
| 16:00           | Gündoğan 33' (pen.) | Reporte   | - Dōan 75' - Asano 83' | Asistencia: 42 608 espectadores Árbitro(s): Iván Barton VAR: Mauro Vigliano | Asistencia: 42 608 espectadores Árbitro(s): Iván Barton VAR: Mauro Vigliano |

| 1          | Guardameta     | Manuel Neuer       |     |
| 15         | Defensa        | Niklas Süle        |     |
| 2          | Defensa        | Antonio Rüdiger    |     |
| 23         | Defensa        | Nico Schlotterbeck |     |
| 3          | Defensa        | David Raum         |     |
| 6          | Centrocampista | Joshua Kimmich     |     |
| 21         | Centrocampista | İlkay Gündoğan     | 67' |
| 10         | Centrocampista | Serge Gnabry       | 90' |
| 13         | Centrocampista | Thomas Müller      | 67' |
| 14         | Centrocampista | Jamal Musiala      | 79' |
| 7          | Delantero      | Kai Havertz        | 79' |
| Entrenador | Entrenador     | Hansi Flick        |     |

| 12         | Guardameta     | Shūichi Gonda   |     |
| 19         | Defensa        | Hiroki Sakai    | 74' |
| 4          | Defensa        | Ko Itakura      |     |
| 22         | Defensa        | Maya Yoshida    |     |
| 5          | Defensa        | Yūto Nagatomo   | 57' |
| 6          | Centrocampista | Wataru Endō     |     |
| 14         | Centrocampista | Junya Ito       |     |
| 15         | Centrocampista | Daichi Kamada   |     |
| 17         | Centrocampista | Ao Tanaka       | 71' |
| 11         | Centrocampista | Takefusa Kubo   | 46' |
| 25         | Delantero      | Daizen Maeda    | 57' |
| Entrenador | Entrenador     | Hajime Moriyasu |     |

| 18 | Centrocampista | Jonas Hofmann     | 67' |
| 8  | Centrocampista | Leon Goretzka     | 67' |
| 9  | Delantero      | Niclas Füllkrug   | 79' |
| 11 | Centrocampista | Mario Götze       | 79' |
| 26 | Delantero      | Youssoufa Moukoko | 90' |

| 16 | Defensa        | Takehiro Tomiyasu | 46' |
| 9  | Centrocampista | Kaoru Mitoma      | 57' |
| 18 | Delantero      | Takuma Asano      | 57' |
| 8  | Delantero      | Ritsu Dōan        | 71' |
| 10 | Centrocampista | Takumi Minamino   | 74' |

| Anotado · Penal | 33' | İlkay Gündoğan | 1–0 |

| Anotado | 75' | Ritsu Dōan   | 1–1 |
| Anotado | 83' | Takuma Asano | 1–2 |

| Árbitro             | Iván Barton           |
| Árbitros asistentes | David Morán           |
| Árbitros asistentes | Zachari Zeegelaar     |
| Cuarto árbitro      | Said Martínez         |
| Quinto árbitro      | Helpys Raymundo Feliz |
| VAR                 | Mauro Vigliano        |
| Adicionales VAR     | Armando Villarreal    |
| Adicionales VAR     | Kathryn Nesbitt       |
| Adicionales VAR     | Fernando Guerrero     |
| Adicionales VAR     | Mahmoud Abouelregal   |

| 1          | Guardameta     | Manuel Neuer       |     |
| 15         | Defensa        | Niklas Süle        |     |
| 2          | Defensa        | Antonio Rüdiger    |     |
| 23         | Defensa        | Nico Schlotterbeck |     |
| 3          | Defensa        | David Raum         |     |
| 6          | Centrocampista | Joshua Kimmich     |     |
| 21         | Centrocampista | İlkay Gündoğan     | 67' |
| 10         | Centrocampista | Serge Gnabry       | 90' |
| 13         | Centrocampista | Thomas Müller      | 67' |
| 14         | Centrocampista | Jamal Musiala      | 79' |
| 7          | Delantero      | Kai Havertz        | 79' |
| Entrenador | Entrenador     | Hansi Flick        |     |

| 12         | Guardameta     | Shūichi Gonda   |     |
| 19         | Defensa        | Hiroki Sakai    | 74' |
| 4          | Defensa        | Ko Itakura      |     |
| 22         | Defensa        | Maya Yoshida    |     |
| 5          | Defensa        | Yūto Nagatomo   | 57' |
| 6          | Centrocampista | Wataru Endō     |     |
| 14         | Centrocampista | Junya Ito       |     |
| 15         | Centrocampista | Daichi Kamada   |     |
| 17         | Centrocampista | Ao Tanaka       | 71' |
| 11         | Centrocampista | Takefusa Kubo   | 46' |
| 25         | Delantero      | Daizen Maeda    | 57' |
| Entrenador | Entrenador     | Hajime Moriyasu |     |

| 18 | Centrocampista | Jonas Hofmann     | 67' |
| 8  | Centrocampista | Leon Goretzka     | 67' |
| 9  | Delantero      | Niclas Füllkrug   | 79' |
| 11 | Centrocampista | Mario Götze       | 79' |
| 26 | Delantero      | Youssoufa Moukoko | 90' |

| 16 | Defensa        | Takehiro Tomiyasu | 46' |
| 9  | Centrocampista | Kaoru Mitoma      | 57' |
| 18 | Delantero      | Takuma Asano      | 57' |
| 8  | Delantero      | Ritsu Dōan        | 71' |
| 10 | Centrocampista | Takumi Minamino   | 74' |

| Anotado · Penal | 33' | İlkay Gündoğan | 1–0 |

| Anotado | 75' | Ritsu Dōan   | 1–1 |
| Anotado | 83' | Takuma Asano | 1–2 |

| Árbitro             | Iván Barton           |
| Árbitros asistentes | David Morán           |
| Árbitros asistentes | Zachari Zeegelaar     |
| Cuarto árbitro      | Said Martínez         |
| Quinto árbitro      | Helpys Raymundo Feliz |
| VAR                 | Mauro Vigliano        |
| Adicionales VAR     | Armando Villarreal    |
| Adicionales VAR     | Kathryn Nesbitt       |
| Adicionales VAR     | Fernando Guerrero     |
| Adicionales VAR     | Mahmoud Abouelregal   |

| \| Estadísticas \| \| \| \| Tiros \| 26 \| 12 \| \| Tiros a puerta \| 9 \| 4 \| \| Faltas \| 6 \| 14 \| \| Saques de esquina \| 6 \| 6 \| \| Penaltis \| 1 \| 0 \| \| Fueras de juego \| 4 \| 4 \| \| Posesión de balón \| 74% \| 26% \| | Alineación inicial  |                  |
| Estadísticas | Bandera de Alemania | Bandera de Japón |
| Tiros | 26                  | 12               |
| Tiros a puerta | 9                   | 4                |
| Faltas | 6                   | 14               |
| Saques de esquina | 6                   | 6                |
| Penaltis | 1                   | 0                |
| Fueras de juego | 4                   | 4                |
| Posesión de balón | 74%                 | 26%              |

#### España vs. Alemania
| 27 de noviembre | España     | 1:1 (0:0) | Alemania     | Estadio Al Bayt, Jor                                                           |                                                                                |
| 22:00           | Morata 62' | Reporte   | Füllkrug 83' | Asistencia: 68 895 espectadores Árbitro(s): Danny Makkelie VAR: Pol van Boekel | Asistencia: 68 895 espectadores Árbitro(s): Danny Makkelie VAR: Pol van Boekel |

| 23         | Guardameta     | Unai Simón            |     |
| 20         | Defensa        | Dani Carvajal         |     |
| 16         | Defensa        | Rodri Hernández       |     |
| 24         | Defensa        | Aymeric Laporte       |     |
| 18         | Defensa        | Jordi Alba            | 82' |
| 9          | Centrocampista | Gavi                  | 66' |
| 5          | Centrocampista | Sergio Busquets       |     |
| 26         | Centrocampista | Pedri                 |     |
| 11         | Delantero      | Ferran Torres         | 54' |
| 10         | Delantero      | Marco Asensio         | 66' |
| 21         | Delantero      | Dani Olmo             |     |
| Entrenador | Entrenador     | Luis Enrique Martínez |     |

| 1          | Guardameta     | Manuel Neuer    |     |
| 5          | Defensa        | Thilo Kehrer    | 70' |
| 15         | Defensa        | Niklas Süle     |     |
| 2          | Defensa        | Antonio Rüdiger |     |
| 3          | Defensa        | David Raum      | 87' |
| 8          | Centrocampista | Leon Goretzka   |     |
| 6          | Centrocampista | Joshua Kimmich  |     |
| 10         | Centrocampista | Serge Gnabry    | 85' |
| 21         | Centrocampista | İlkay Gündoğan  | 70' |
| 14         | Centrocampista | Jamal Musiala   |     |
| 13         | Delantero      | Thomas Müller   | 70' |
| Entrenador | Entrenador     | Hansi Flick     |     |

| 7  | Delantero      | Álvaro Morata     | 54' |
| 8  | Centrocampista | Koke Resurrección | 66' |
| 12 | Delantero      | Nico Williams     | 66' |
| 14 | Defensa        | Alejandro Balde   | 82' |

| 9  | Delantero      | Niclas Füllkrug    | 70' |
| 16 | Centrocampista | Lukas Klostermann  | 70' |
| 19 | Delantero      | Leroy Sané         | 70' |
| 18 | Centrocampista | Jonas Hofmann      | 85' |
| 23 | Defensa        | Nico Schlotterbeck | 87' |

| Anotado | 62' | Álvaro Morata | 1–0 |

| Anotado | 83' | Niclas Füllkrug | 1–1 |

| Amonestado | 44' | Sergio Busquets |

| Amonestado | 37' | Thilo Kehrer   |
| Amonestado | 58' | Leon Goretzka  |
| Amonestado | 60' | Joshua Kimmich |

| Árbitro             | Danny Makkelie      |
| Árbitros asistentes | Hessel Steegstra    |
| Árbitros asistentes | Jan de Vries        |
| Cuarto árbitro      | István Kovács       |
| Quinto árbitro      | Vasile Marinescu    |
| VAR                 | Pol van Boekel      |
| Adicionales VAR     | Massimiliano Irrati |
| Adicionales VAR     | Taleb Al-Marri      |
| Adicionales VAR     | Paolo Valeri        |
| Adicionales VAR     | Ovidiu Artene       |

| 23         | Guardameta     | Unai Simón            |     |
| 20         | Defensa        | Dani Carvajal         |     |
| 16         | Defensa        | Rodri Hernández       |     |
| 24         | Defensa        | Aymeric Laporte       |     |
| 18         | Defensa        | Jordi Alba            | 82' |
| 9          | Centrocampista | Gavi                  | 66' |
| 5          | Centrocampista | Sergio Busquets       |     |
| 26         | Centrocampista | Pedri                 |     |
| 11         | Delantero      | Ferran Torres         | 54' |
| 10         | Delantero      | Marco Asensio         | 66' |
| 21         | Delantero      | Dani Olmo             |     |
| Entrenador | Entrenador     | Luis Enrique Martínez |     |

| 1          | Guardameta     | Manuel Neuer    |     |
| 5          | Defensa        | Thilo Kehrer    | 70' |
| 15         | Defensa        | Niklas Süle     |     |
| 2          | Defensa        | Antonio Rüdiger |     |
| 3          | Defensa        | David Raum      | 87' |
| 8          | Centrocampista | Leon Goretzka   |     |
| 6          | Centrocampista | Joshua Kimmich  |     |
| 10         | Centrocampista | Serge Gnabry    | 85' |
| 21         | Centrocampista | İlkay Gündoğan  | 70' |
| 14         | Centrocampista | Jamal Musiala   |     |
| 13         | Delantero      | Thomas Müller   | 70' |
| Entrenador | Entrenador     | Hansi Flick     |     |

| 7  | Delantero      | Álvaro Morata     | 54' |
| 8  | Centrocampista | Koke Resurrección | 66' |
| 12 | Delantero      | Nico Williams     | 66' |
| 14 | Defensa        | Alejandro Balde   | 82' |

| 9  | Delantero      | Niclas Füllkrug    | 70' |
| 16 | Centrocampista | Lukas Klostermann  | 70' |
| 19 | Delantero      | Leroy Sané         | 70' |
| 18 | Centrocampista | Jonas Hofmann      | 85' |
| 23 | Defensa        | Nico Schlotterbeck | 87' |

| Anotado | 62' | Álvaro Morata | 1–0 |

| Anotado | 83' | Niclas Füllkrug | 1–1 |

| Amonestado | 44' | Sergio Busquets |

| Amonestado | 37' | Thilo Kehrer   |
| Amonestado | 58' | Leon Goretzka  |
| Amonestado | 60' | Joshua Kimmich |

| Árbitro             | Danny Makkelie      |
| Árbitros asistentes | Hessel Steegstra    |
| Árbitros asistentes | Jan de Vries        |
| Cuarto árbitro      | István Kovács       |
| Quinto árbitro      | Vasile Marinescu    |
| VAR                 | Pol van Boekel      |
| Adicionales VAR     | Massimiliano Irrati |
| Adicionales VAR     | Taleb Al-Marri      |
| Adicionales VAR     | Paolo Valeri        |
| Adicionales VAR     | Ovidiu Artene       |

| \| Estadísticas \| \| \| \| Tiros \| 7 \| 11 \| \| Tiros a puerta \| 3 \| 4 \| \| Faltas \| 13 \| 11 \| \| Saques de esquina \| 6 \| 5 \| \| Penaltis \| 0 \| 0 \| \| Fueras de juego \| 2 \| 5 \| \| Posesión de balón \| 65% \| 35% \| | Alineación inicial |                     |
| Estadísticas | Bandera de España  | Bandera de Alemania |
| Tiros | 7                  | 11                  |
| Tiros a puerta | 3                  | 4                   |
| Faltas | 13                 | 11                  |
| Saques de esquina | 6                  | 5                   |
| Penaltis | 0                  | 0                   |
| Fueras de juego | 2                  | 5                   |
| Posesión de balón | 65%                | 35%                 |

#### Costa Rica vs. Alemania
| 1 de diciembre | Costa Rica                | 2:4 (0:1) | Alemania                                       | Estadio Al Bayt, Jor                                                          |                                                                               |
| 22:00          | - Tejeda 58' - Vargas 70' | Reporte   | - Gnabry 10' - Havertz 73', 85' - Füllkrug 89' | Asistencia: 67 054 espectadores Árbitra: Stéphanie Frappart VAR: Drew Fischer | Asistencia: 67 054 espectadores Árbitra: Stéphanie Frappart VAR: Drew Fischer |

| 1          | Guardameta     | Keylor Navas         |       |
| 6          | Defensa        | Óscar Duarte         |       |
| 19         | Defensa        | Kendall Waston       |       |
| 3          | Defensa        | Juan Pablo Vargas    |       |
| 4          | Centrocampista | Keysher Fuller       | 74'   |
| 5          | Centrocampista | Celso Borges         |       |
| 17         | Centrocampista | Yeltsin Tejeda       | 90+3' |
| 8          | Centrocampista | Bryan Oviedo         | 90+3' |
| 22         | Delantero      | Brandon Aguilera     | 46'   |
| 11         | Delantero      | Johan Venegas        | 74'   |
| 12         | Delantero      | Joel Campbell        |       |
| Entrenador | Entrenador     | Luis Fernando Suárez |       |

| 1          | Guardameta     | Manuel Neuer    |       |
| 6          | Defensa        | Joshua Kimmich  |       |
| 15         | Defensa        | Niklas Süle     | 90+3' |
| 2          | Defensa        | Antonio Rüdiger |       |
| 3          | Defensa        | David Raum      | 67'   |
| 21         | Centrocampista | İlkay Gündoğan  | 55'   |
| 8          | Centrocampista | Leon Goretzka   | 46'   |
| 10         | Centrocampista | Serge Gnabry    |       |
| 14         | Centrocampista | Jamal Musiala   |       |
| 19         | Centrocampista | Leroy Sané      |       |
| 13         | Delantero      | Thomas Müller   | 67'   |
| Entrenador | Entrenador     | Hansi Flick     |       |

| 14 | Centrocampista | Youstin Salas     | 46'   |
| 9  | Delantero      | Jewison Bennett   | 74'   |
| 12 | Defensa        | Ronald Matarrita  | 74'   |
| 7  | Delantero      | Anthony Contreras | 90+3' |
| 24 | Centrocampista | Roan Wilson       | 90+3' |

| 16 | Defensa        | Lukas Klostermann | 46'   |
| 9  | Delantero      | Niclas Füllkrug   | 55'   |
| 7  | Delantero      | Kai Havertz       | 67'   |
| 11 | Centrocampista | Mario Götze       | 67'   |
| 4  | Defensa        | Matthias Ginter   | 90+3' |

| Anotado | 58' | Yeltsin Tejeda    | 1–1 |
| Anotado | 70' | Juan Pablo Vargas | 2–1 |

| Anotado | 10' | Serge Gnabry    | 0–1 |
| Anotado | 73' | Kai Havertz     | 2–2 |
| Anotado | 85' | Kai Havertz     | 2–3 |
| Anotado | 89' | Niclas Füllkrug | 2–4 |

| Amonestado | 76' | Óscar Duarte |

| Árbitra             | Stéphanie Frappart  |
| Árbitros asistentes | Neuza Back          |
| Árbitros asistentes | Karen Díaz          |
| Cuarto árbitro      | Said Martínez       |
| Quinto árbitro      | Walter López        |
| VAR                 | Drew Fischer        |
| Adicionales VAR     | Jérôme Brisard      |
| Adicionales VAR     | Kathryn Nesbitt     |
| Adicionales VAR     | Massimiliano Irrati |
| Adicionales VAR     | Corey Parker        |

| 1          | Guardameta     | Keylor Navas         |       |
| 6          | Defensa        | Óscar Duarte         |       |
| 19         | Defensa        | Kendall Waston       |       |
| 3          | Defensa        | Juan Pablo Vargas    |       |
| 4          | Centrocampista | Keysher Fuller       | 74'   |
| 5          | Centrocampista | Celso Borges         |       |
| 17         | Centrocampista | Yeltsin Tejeda       | 90+3' |
| 8          | Centrocampista | Bryan Oviedo         | 90+3' |
| 22         | Delantero      | Brandon Aguilera     | 46'   |
| 11         | Delantero      | Johan Venegas        | 74'   |
| 12         | Delantero      | Joel Campbell        |       |
| Entrenador | Entrenador     | Luis Fernando Suárez |       |

| 1          | Guardameta     | Manuel Neuer    |       |
| 6          | Defensa        | Joshua Kimmich  |       |
| 15         | Defensa        | Niklas Süle     | 90+3' |
| 2          | Defensa        | Antonio Rüdiger |       |
| 3          | Defensa        | David Raum      | 67'   |
| 21         | Centrocampista | İlkay Gündoğan  | 55'   |
| 8          | Centrocampista | Leon Goretzka   | 46'   |
| 10         | Centrocampista | Serge Gnabry    |       |
| 14         | Centrocampista | Jamal Musiala   |       |
| 19         | Centrocampista | Leroy Sané      |       |
| 13         | Delantero      | Thomas Müller   | 67'   |
| Entrenador | Entrenador     | Hansi Flick     |       |

| 14 | Centrocampista | Youstin Salas     | 46'   |
| 9  | Delantero      | Jewison Bennett   | 74'   |
| 12 | Defensa        | Ronald Matarrita  | 74'   |
| 7  | Delantero      | Anthony Contreras | 90+3' |
| 24 | Centrocampista | Roan Wilson       | 90+3' |

| 16 | Defensa        | Lukas Klostermann | 46'   |
| 9  | Delantero      | Niclas Füllkrug   | 55'   |
| 7  | Delantero      | Kai Havertz       | 67'   |
| 11 | Centrocampista | Mario Götze       | 67'   |
| 4  | Defensa        | Matthias Ginter   | 90+3' |

| Anotado | 58' | Yeltsin Tejeda    | 1–1 |
| Anotado | 70' | Juan Pablo Vargas | 2–1 |

| Anotado | 10' | Serge Gnabry    | 0–1 |
| Anotado | 73' | Kai Havertz     | 2–2 |
| Anotado | 85' | Kai Havertz     | 2–3 |
| Anotado | 89' | Niclas Füllkrug | 2–4 |

| Amonestado | 76' | Óscar Duarte |

| Árbitra             | Stéphanie Frappart  |
| Árbitros asistentes | Neuza Back          |
| Árbitros asistentes | Karen Díaz          |
| Cuarto árbitro      | Said Martínez       |
| Quinto árbitro      | Walter López        |
| VAR                 | Drew Fischer        |
| Adicionales VAR     | Jérôme Brisard      |
| Adicionales VAR     | Kathryn Nesbitt     |
| Adicionales VAR     | Massimiliano Irrati |
| Adicionales VAR     | Corey Parker        |

| \| Estadísticas \| \| \| \| Tiros \| 7 \| 32 \| \| Tiros a puerta \| 5 \| 11 \| \| Faltas \| 3 \| 9 \| \| Saques de esquina \| 1 \| 14 \| \| Penaltis \| 0 \| 0 \| \| Fueras de juego \| 4 \| 3 \| \| Posesión de balón \| 32% \| 68% \| | Alineación inicial    |                     |
| Estadísticas | Bandera de Costa Rica | Bandera de Alemania |
| Tiros | 7                     | 32                  |
| Tiros a puerta | 5                     | 11                  |
| Faltas | 3                     | 9                   |
| Saques de esquina | 1                     | 14                  |
| Penaltis | 0                     | 0                   |
| Fueras de juego | 4                     | 3                   |
| Posesión de balón | 32%                   | 68%                 |

## Estadísticas

### Participación de jugadores
| N.° | Pos        | Jugador               | PJ | Minutos jugados | Goles recibidos | Atajos | Tarjetas amarillas | Doble tarjeta amarilla y roja | Tarjetas rojas |
| --- | ---------- | --------------------- | -- | --------------- | --------------- | ------ | ------------------ | ----------------------------- | -------------- |
| 1   | Guardameta | Manuel Neuer          | 3  | 270             | 5               | 7      | 0                  | 0                             | 0              |
| 12  | Guardameta | Kevin Trapp           | 0  | 0               | 0               | 0      | 0                  | 0                             | 0              |
| 22  | Guardameta | Marc-André ter Stegen | 0  | 0               | 0               | 0      | 0                  | 0                             | 0              |

| N.° | Pos            | Jugador             | PJ | Minutos jugados | Goles | Asistencias | Tarjetas Amarillas | Doble tarjeta amarilla y roja | Tarjetas rojas |
| --- | -------------- | ------------------- | -- | --------------- | ----- | ----------- | ------------------ | ----------------------------- | -------------- |
| 2   | Defensa        | Antonio Rüdiger     | 3  | 270             | 0     | 0           | 0                  | 0                             | 0              |
| 3   | Defensa        | David Raum          | 3  | 244             | 0     | 1           | 0                  | 0                             | 0              |
| 4   | Defensa        | Matthias Ginter     | 1  | 0               | 0     | 0           | 0                  | 0                             | 0              |
| 5   | Defensa        | Thilo Kehrer        | 1  | 70              | 0     | 0           | 1                  | 0                             | 0              |
| 6   | Centrocampista | Joshua Kimmich      | 3  | 270             | 0     | 0           | 1                  | 0                             | 0              |
| 7   | Centrocampista | Kai Havertz         | 2  | 102             | 2     | 0           | 0                  | 0                             | 0              |
| 8   | Centrocampista | Leon Goretzka       | 3  | 159             | 0     | 0           | 1                  | 0                             | 0              |
| 9   | Delantero      | Niclas Füllkrug     | 3  | 31              | 2     | 1           | 0                  | 0                             | 0              |
| 10  | Delantero      | Serge Gnabry        | 3  | 265             | 1     | 1           | 0                  | 0                             | 0              |
| 11  | Centrocampista | Mario Götze         | 2  | 34              | 0     | 0           | 0                  | 0                             | 0              |
| 13  | Delantero      | Thomas Müller       | 3  | 227             | 0     | 0           | 0                  | 0                             | 0              |
| 14  | Centrocampista | Jamal Musiala       | 3  | 259             | 0     | 1           | 0                  | 0                             | 0              |
| 15  | Defensa        | Niklas Süle         | 3  | 270             | 0     | 0           | 0                  | 0                             | 0              |
| 16  | Defensa        | Lukas Klostermann   | 2  | 64              | 0     | 0           | 0                  | 0                             | 0              |
| 17  | Centrocampista | Julian Brandt       | 0  | 0               | 0     | 0           | 0                  | 0                             | 0              |
| 18  | Centrocampista | Jonas Hofmann       | 2  | 28              | 0     | 0           | 0                  | 0                             | 0              |
| 19  | Delantero      | Leroy Sané          | 2  | 110             | 0     | 1           | 0                  | 0                             | 0              |
| 20  | Defensa        | Christian Günter    | 0  | 0               | 0     | 0           | 0                  | 0                             | 0              |
| 21  | Centrocampista | İlkay Gündoğan      | 3  | 192             | 1     | 0           | 0                  | 0                             | 0              |
| 23  | Defensa        | Nico Schlotterbeck  | 2  | 93              | 0     | 0           | 0                  | 0                             | 0              |
| 24  | Delantero      | Karim Adeyemi       | 0  | 0               | 0     | 0           | 0                  | 0                             | 0              |
| 25  | Defensa        | Armel Bella-Kotchap | 0  | 0               | 0     | 0           | 0                  | 0                             | 0              |
| 26  | Delantero      | Youssoufa Moukoko   | 1  | 0               | 0     | 0           | 0                  | 0                             | 0              |

### Goleadores
| N.°   | Jugador         | Anotado | PJ | Prom. | Jugada | Cabeza | TL | Penal |
| ----- | --------------- | ------- | -- | ----- | ------ | ------ | -- | ----- |
| 1     | Kai Havertz     | 2       | 2  | 1     | 2      | 0      | 0  | 0     |
| 2     | Niclas Füllkrug | 2       | 3  | 0.67  | 2      | 0      | 0  | 0     |
| 3     | İlkay Gündoğan  | 1       | 3  | 0.33  | 0      | 0      | 0  | 1     |
| 4     | Serge Gnabry    | 1       | 3  | 0.33  | 0      | 1      | 0  | 0     |
| Total | Total           | 6       | 3  | 2     | 4      | 1      | 0  | 1     |

### Asistencias
| N.°   | Jugador         | Asistencia | Jugada | Cabeza | TL | SdE |
| ----- | --------------- | ---------- | ------ | ------ | -- | --- |
| 1     | Jamal Musiala   | 1          | 1      | 0      | 0  | 0   |
| 2     | David Raum      | 1          | 1      | 0      | 0  | 0   |
| 3     | Niclas Füllkrug | 1          | 1      | 0      | 0  | 0   |
| 4     | Serge Gnabry    | 1          | 1      | 0      | 0  | 0   |
| 5     | Leroy Sané      | 1          | 1      | 0      | 0  | 0   |
| Total | Total           | 5          | 5      | 0      | 0  | 0   |

### Tarjetas disciplinarias
| N.°   | Jugador        | Amonestado | Otorgado · Expulsado | Expulsado | Sanción |
| ----- | -------------- | ---------- | -------------------- | --------- | ------- |
| 1     | Leon Goretzka  | 1          | 0                    | 0         |         |
| 2     | Joshua Kimmich | 1          | 0                    | 0         |         |
| 3     | Thilo Kehrer   | 1          | 0                    | 0         |         |
| Total | Total          | 3          | 0                    | 0         |         |